# Sliver
«Sliver» — песня американской рок-группы Nirvana, написанная вокалистом и гитаристом Куртом Кобейном и басистом Кристом Новоселичем. Впервые она была выпущена как неальбомный сингл тогдашним лейблом группы Sub Pop в США 1 сентября 1990 года и Tupelo в Великобритании 28 января 1991 года. Та же запись была переиздана на сборнике Incesticide компанией DGC в декабре 1992 года, а новый видеоклип, снятый Кевином Керслейком, был выпущен в мае 1993 года.
Описывается как включающая некоторые из самых прямолинейных текстов Кобейна, «Sliver» — это полуавтобиографический, от первого лица рассказ о ребёнке, которого заставляют провести день в доме его бабушки и дедушки, он настаивает на том, чтобы его забрали домой, засыпает и, наконец, просыпается в «объятиях матери». Она была записана незадолго до прихода последнего барабанщика группы, Дэйва Грола, и включает барабаны Дэна Питерса из рок-группы Mudhoney из Сиэтла.
Кобейн считал эту песню важным показателем музыкального направления Nirvana, поскольку группа отошла от более тяжёлого гранжевого звучания своего дебютного альбома 1989 года Bleach в сторону более коммерческой музыки своего дебюта на крупном лейбле 1991 года Nevermind.

## История песни
«Sliver» была написана 11 июля 1990 года. Согласно биографии 1993 года «Come As You Are: The Story of Nirvana» Майкла Азеррада, песня была написана во время репетиции с Дэном Петерсом, который играл на барабанах с Nirvana, так как в то время будущее его собственной группы, Mudhoney, было неопределенным. По словам Азеррада, текст песни «Sliver» был написан незадолго до того, как он играл вместе с Nirvana, хотя акустическая демозапись композиции, впервые выпущенная на бокс-сете Nirvana «With the Lights Out» в ноябре 2004 года, предполагает, что Кобейн написал некоторую часть текста песни перед входом в студию для записи вокала. «Я решил, что хочу написать самую нелепую поп-песню, которую я когда-либо писал», - объяснил Кобейн Азерраду, «чтобы подготовить людей к следующему альбому», который стал их релизом 1991 года — Nevermind.
Большая часть песни была записана с продюсером Джеком Эндино на Reciprocal Recording в Сиэтле, штат Вашингтон, 11 июля 1990 года, во время студийного перерыва в группе Sub Pop, TAD. «Мы позвонили Тэду и спросили, можем ли мы прийти и записать песню", — вспоминает Кобейн в интервью Melody Maker с журналистом Push в декабре 1990 года. "Мы использовали их инструменты, когда они сидели без еды. Но в этом нет ничего нового... ключ к успешному альбому состоит в том, чтобы убраться из студии, пока вы не устали от песен». С Питерсом на барабанах группа записала музыкальную часть «Sliver» менее чем за час. Две недели спустя, 24 июля, Кобейн вернулся в студию и записал свой вокал, а также дополнительную гитару с Эндино, который затем микшировал трек.
Кобейн был доволен записью, сказав Азерраду: «В ней есть большая наивность. Она была сделана настолько быстро, сыро и безупречно, что я не думаю, что мы сможем сделать это снова, если решим перезаписать ее. Это такой тип записи, когда вы записали хорошо, и вы больше не сможете воспроизвести это снова».
В отличие от большинства песен Nirvana, "Sliver" был записан в студии еще до того, как он был исполнен вживую. Его концертный дебют состоялся 22 сентября 1990 года в Motor Sports International Garage в Сиэтле, единственном шоу, которое Питерс когда-либо играл с группой. "Sliver" также является единственной записью с Питерсом у Nirvana. Кобейн был доволен тем, как Питерс провел время с его группой, рассказывая Азерраду: «В этом определённо была какая-то химия... Мы могли бы написать действительно хорошие песни вместе». Однако, как рассказывал басист Nirvana Крист Новоселич: «Если Дэн должен был присоединиться к нашей группе, он бы покончил с Mudhoney, и мы не хотели нести за это ответственность».
Последний раз, когда группа исполняла "Sliver", состоялся на последнем концерте Nirvana 1 марта 1994 года в Terminal Einz в Мюнхене, Германия.

## Музыка и лирика
По словам Азеррада, в песне содержится самая буквальная лирика, которую когда-либо писал Кобейн, рассказывающая, казалось бы, автобиографическую историю о мальчике, которого родители оставили на день с бабушкой и дедушкой, которому трудно обедать и играть, и мальчик настаивает на том, чтобы его отвезли домой пока он, наконец, не уснул после того, как съел мороженое и посмотрел телевизор, а позже проснулся в «руках матери». Несмотря на прямолинейную лирику, песне Курт дал намеренно запутанный заголовок, объясняя: «У меня было чувство, что если я назову песню «Sliver», большинство людей будут называть это «Silver». Рефрен «Grandma take me home» («Бабушка, забери меня домой») повторяется в общей сложности 43 раза.
Композиция представляет собой альтернативную рок-песню, написанную в ритме 4/4 и в умеренном темпе 135. Базируется на последовательности квинтаккордов  C5 — F5 —  C5 — A5. Первый куплет представляет собой спокойное пение Кобейна под медленную басовую партию. В припевах подключается электрогитара с дисторшном. Для первого и второго куплетов характерен спокойный вокал фронтмена Nirvana, а уже в третьем и четвёртом куплетах его пение переходит в скриминг.

## Выпуск и отзывы
Сингл «Sliver» был впервые выпущен на американском 7-дюймовом виниле в 1990 году компанией Sub Pop. Он был выпущен на CD синглом, 7-дюймовым винилом и 12-дюймовым винилом в Великобритании в 1991 году на лейбле Tupelo и достиг пика под номером 90 в UK Singles Chart. Также «Sliver» занял 23-е место в Ирландии в 1992 году, благодаря успеху второго альбома группы, Nevermind, выпущенного 24 сентября 1991 года.
Позже песня была переиздана на сборнике группы Incesticide в декабре 1992 года и выпущена на радио для продвижения альбома, заняв 19-е место в чарте US Modern Rock Tracks в начале 1993 года. Песня снова попала в британский чарт под номером 77 в декабре 1992 года в связи с выходом Incesticide.
Рассматривая сингл в выпуске Melody Maker 1990 года, Эверетт Тру написал: «Конечно, вокал лениво раскалывается, гитары неряшливы, бас вверх и не к месту… но посмотрите на мелодии, чёртовы дураки, посмотрите на них. Единственная причина, по которой это не «Сингл недели», заключается в том, что на этой неделе были выпущены ещё три более мощных сингла».
В 2011 году NME поставил песню на девятое место в своем списке 10 лучших песен Nirvana. В 2015 году Rolling Stone поместил песню под номером 3 в своем рейтинге из 102 песен Nirvana.

Риверс Куомо из американской альтернативной рок-группы «Weezer» назвал «Sliver» песней, которая оказала наибольшее влияние на его жизнь в возрасте 20 лет, и поделился своим воспоминанием о том, какие первые впечатления у него были, когда он услышал этот сингл, в интервью Pitchfork 2015 года: 
«Это был случай, когда к тому времени, как пошёл первый припев, я просто бегал по магазину... У него была простота Velvet Underground в структуре [песни] и аккордах... мелодия и основная последовательность аккордов поп-музыки, которую я люблю, как ABBA, но также это чувство деструктивности... и оно появилось в этом новом гибридном стиле». 

## Видеоклип
Клип на песню был сделан в марте 1993 года для продвижения Incesticide, хотя альбом был выпущен несколькими месяцами ранее. Видео было снято Кевином Керслейком, который также снял видео для трёх предыдущих синглов группы: «Come As You Are», «Lithium» и «In Bloom». Видео начинается с того, что маленькая дочь Кобейна Фрэнсис Бин танцует под басовую линию песни, которую Курт держит сзади, когда его руки торчат из двух отверстий и он прорезает кусок картона, затем переключается на группу, исполняющую песню в гараже Кобейна. Видео показывает Дэйва Грола на барабанах, хотя он не играет на барабанах на самой записи. Плакат Mudhoney висит за Гролом, возможно, как дань уважения барабанщику Mudhoney Дану Питерсу, который играет на барабанах в песне. Кобейн не играет на гитаре в видео, а только поёт в микрофон, одетый в красно-чёрный полосатый свитер, который его жена Кортни Лав купила его у фаната после шоу Nirvana в Белфасте, Северная Ирландия, из-за его сходства со свитером, который носил один из музыкантов, на которых Кобейн оказал влияние —  английский рок-музыкант Джон Лидон. Сам гараж Кобейна был украшен игрушками, плакатами и артефактами, которые он собирал в течение нескольких лет и хранил на складе еще до того, как Nevermind был записан в мае 1991 года. Среди предметов, показанных в видео, есть игрушка Чим-Чим, подаренная Кобейну японской рок-группой Shonen Knife.
Видео было одобрено MTV в мае, но кадры с логотипами журналов Maximumrockandroll и Better Homes and Gardens должны были быть удалены из-за сетевых правил размещения продуктов.

## Список песен сингла
1. "Sliver"
2. "Dive" (Кобейн, Новоселич)
3. "About a Girl" (концерт от 9 февраля 1990 года в Pine Street Theatre, Портленд, Орегон) [в виде CD и 12"-дюймового винила]
4. "Spank Thru" (концерт от 9 февраля 1990 года в Pine Street Theatre, Портленд, Орегон) [в виде CD и 12"-дюймового винила]\

## Чарты
| Чарт (1991) | Наивысшая позиция |
| ----------- | ----------------- |
| UK Singles  | 90                |

| Чарт (1992)     | Наивысшая позиция |
| --------------- | ----------------- |
| Ирландия (IRMA) | 23                |
| UK Singles      | 77                |

| Чарт (1993)                      | Наивысшая позиция |
| -------------------------------- | ----------------- |
| US Alternative Songs (Billboard) | 19                |

## Демо и студийные версии
| Дата записи            | Студия                                      | Продюсер    | Дата выпуска                                                  | Музыканты                                                                       |
| ---------------------- | ------------------------------------------- | ----------- | ------------------------------------------------------------- | ------------------------------------------------------------------------------- |
| 1990                   | Резиденция Кобейна, Олимпия, Вашингтон      | Курт Кобейн | With the Lights Out (2004) Sliver: The Best of the Box (2005) | - Курт Кобейн (вокал, гитара) - Крист Новоселич (гитара) - Дэн Питерс (ударные) |
| 11 и 24 июля 1991 года | Reciprocal Recording, Сиэтл, штат Вашингтон | Джэк Эндино | Sliver (1990) Incesticide (1992), Nirvana (2002)              | - Курт Кобейн (вокал, гитара) - Крист Новоселич (гитара) - Дэн Питерс (ударные) |

## Живые исполнения
| Дата записи          | Место                                    | Дата выпуска                               | Музыканты                                                                                          |
| -------------------- | ---------------------------------------- | ------------------------------------------ | -------------------------------------------------------------------------------------------------- |
| 31 октября 1991 года | Paramount Theatre, Сиэтл, Вашингтон      | Live at the Paramount (2011)               | - Курт Кобейн (вокал, гитара) - Крист Новоселич (гитара) - Дэйв Грол (ударные)                     |
| 25 ноября 1991 года  | Парадисо, Амстердам, Нидерланды          | Live! Tonight! Sold Out!! (1994/2006)      | - Курт Кобейн (вокал, гитара) - Крист Новоселич (гитара) - Дэйв Грол (ударные)                     |
| 28 декабря 1991 года | Сан-Диего, Калифорния                    | In Bloom (1992)                            | - Курт Кобейн (вокал, гитара) - Крист Новоселич (гитара) - Дэйв Грол (ударные)                     |
| 30 августа 1992 года | Reading Festival, Рединг, Великобритания | Live at Reading (2009)                     | - Курт Кобейн (вокал, гитара) - Крист Новоселич (гитара) - Дэйв Грол (ударные)                     |
| 10 ноября 1993 года  | Спрингфильд, Массачусетс                 | From the Muddy Banks of the Wishkah (1996) | - Курт Кобейн (вокал, гитара) - Крист Новоселич (гитара) - Дэйв Грол (ударные) - Пэт Смир (гитара) |
| 13 декабря 1993 года | Pier 48, Сиэтл                           | Live and Loud (2013)                       | - Курт Кобейн (вокал, гитара) - Крист Новоселич (гитара) - Дэйв Грол (ударные) - Пэт Смир (гитара) |

## Кавер-версии
| Год  | Музыкант(ы)            | Альбом               |
| ---- | ---------------------- | -------------------- |
| 1994 | Сектор Газа            | Кащей Бессмертный    |
| 2001 | Last Chance            | Outlook              |
| 2007 | Asylum Street Spankers | Mommy Says No!       |
| 2010 | Caspar Babypants       | This is Fun!         |
| 2011 | Little Roy             | Battle For Seattle   |
| 2012 | The Gaslight Anthem    | Handwritten          |
| 2013 | Rise Against           | Long Forgotten Songs |